# Douglas County (Minnesota)
Douglas County is een county in de Amerikaanse staat Minnesota.
De county heeft een landoppervlakte van 1.643 km² en telt 32.821 inwoners (volkstelling 2000). De hoofdplaats is Alexandria.